# Галеви, Илан
Илан Галеви (Халеви) (ивр. אִילָן הַלֵּוִי‎; ранее Жорж Ален Альбер; 12 октября 1943, Лион, Франция — 10 июля 2013, Клиши-ла-Гаренн, О-де-Сен, Франция) — еврейско-палестинский активист и политик, романист и один из немногих евреев, занимавших высокие должности в Организации освобождения Палестины (ООП). Называл себя «стопроцентным евреем и стопроцентным арабом».

## Биография
Родился в еврейской семье в Лионе, Франция, в 1943 году, «под фальшивым именем… в почтовом отделении, которое было укрытием движения Сопротивления», как подтвердил его старший брат Марк Альбер. После смерти его отца Анри Левина его мать Бланш вышла замуж за Эмиля Альбера, и он усыновил её детей. Некоторые источники ошибочно утверждают, что его отец был йеменским евреем, чья семья поселилась в Иерусалиме в начале XX века; согласно брату Галеви Марку, когда Галеви отправился в Израиль, «он получил паспорт с помощью свидетельства проживавшего там йеменца» и это причина, по которой его происхождение иногда указывается как йеменское.
В начале 1960-х годов он работал в литературных журналах «Les Temps Modernes» и «Présence africaine». Его первый роман «Пересечение», опубликованный в 1964 году, получил благосклонные отзывы и был охарактеризован Лилиан Смит в «The Saturday Review» как «блестящий, умопомрачительный рассказ о путешествии молодого человека из ниоткуда в ад… свежий взгляд на многоуровневую агонию огороженной стенами молодёжи»
После поездок в Африку, в том числе в Мали и в Алжир, в 1965 году Ален Альбер переехал в Израиль в возрасте 22 лет, там он стал использовать фамилию Галеви. По его словам, он приехал в Израиль, потому что в Алжире обнаружил важность палестинской проблемы. Как рассказывал сам Галеви спустя многие годы, «я сидел там в кофейнях, слышал людей, говорил с интеллектуалами, и я понял, что палестинский вопрос волнует людей арабского мира, он действительно находится в центре их навязчивых мыслей. Я решил, что хочу изучить эту реальность близко и изнутри… Я хотел изучить израильскую реальность» Галеви присоединился к палестинскому движению сопротивления и, в частности, ФАТХ после арабо-израильской войны 1967 года, и впоследствии стал видным членом ООП. Он был представителем ООП в Европе и Социалистическом интернационале с 1983 года, а также вице-министром иностранных дел ООП, участвуя в этом качестве в Мадридской конференции 1991 года. Галеви был избран членом Революционного совета ФАТХ в 2009 году и служил советником Ясира Арафата. Он был награжден медалью отличия за его роль в поддержке палестинской борьбы президента Махмуда Аббаса.
Согласно Ханан Ашрауи, в начале 1970-х годов Галеви был членом Маавака («Борьба»), «небольшой радикальной израильской антисионистской группы». До этого он входил в ультралевую антисионистскую организацию Мацпен, от которой и отделился Маавак. В ООП Илан Галеви вступил в 1976 году, через год после переезда в Париж.
После подписания мирных соглашений 1994 года Галеви жил в Иерусалиме, а затем в Рамалле. Его дом в Рамалле был разрушен во время операции «Защитная стена» в 2002 году. Илан Галеви умер в Клиши 10 июля 2013 года в возрасте 69 лет. Палестинский лидер Махмуд Аббас выразил соболезнования в связи со смертью Галеви. Прощание с Галеви состоялось в Париже в крематории кладбища Пер-Лашез.
В апреле 2019 года было объявлено о планах назвать новую улицу в городе Эль-Бира в честь Илана Галеви. Это решение Ханан Ашрауи охарактеризовала как дань уважения мужественному и принципиальному человеку.